# ペトゥロブラサウルス

ペトゥロブラサウルスとヒトとの大きさの比較

ペトゥロブラサウルスあるいはペトロブラサウルス（学名：Petrobrasaurus、「ペトロブラスのトカゲ」の意）は、動物草食の竜脚類の恐竜の属。本属は、後期白亜紀（コニアシアンからサントニアン）にアルゼンチンのパタゴニア地方リンコン・デ・ロス・サウセスに生息していたティタノサウルス類である。化石は、アルゼンチンのプロティエ層（ネウケン盆地）から発見され、部分的なバラバラになった骨格であるホロタイプ MAU-Pv-PH-449 から知られている。本属は2011年に Leonardo S. Filippi、José Ignacio Canudo、Leonardo J. Salgado、Alberto C. Garrido、Rodolfo A. Garcia、Ignacio A. Cerda、Alejandro Otero によって命名され、タイプ種はペトゥロブラサウルス・プエストヘルナンデジ（Petrobrasaurus puestohernandezi）である。属名は石油会社の「ペトロブラス」と「トカゲ」を意味する saurus を合わせたものである。種小名は、化石が発見されたプエスト・エルナンデス油田に由来する。